# Август Бач

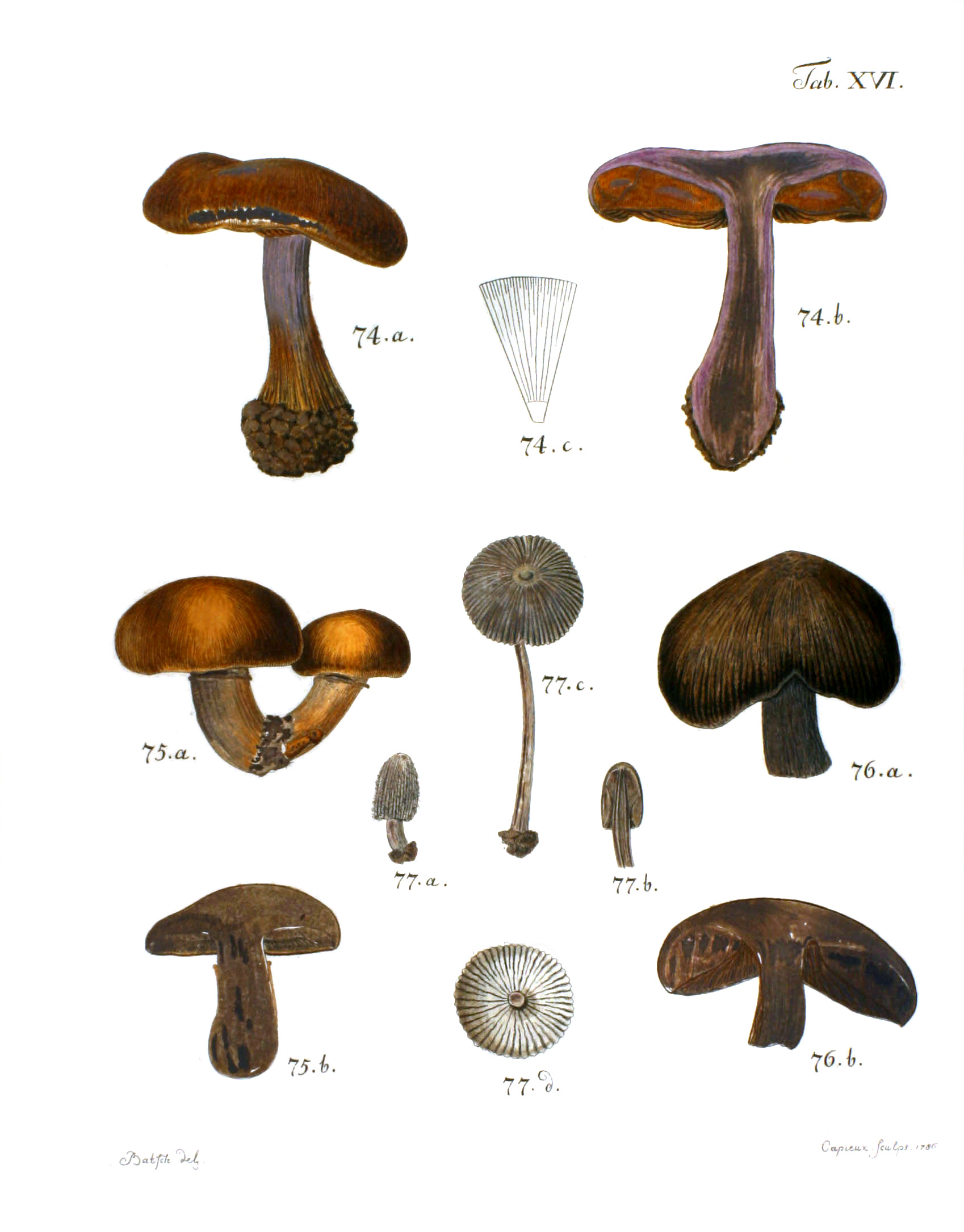
Ілюстрація з «Elenchus Fungorum»

Август Йоганн Георг Карл Бач (нім. August Johann Georg Karl Batsch — німецький натураліст, спеціаліст з грибів, проте описував також папороті та мохоподібні. Засновник Єнського ботанічного саду.

## Науковий доробок
Дослідив 200 нових видів грибів, включаючи Clitocybe nebularis, Calocera cornea, Paxillus involutus і Tapinella atrotomentosa. Написав дві визначні для мікології книги лат. Elenchus Fungorum (1783—1789), яка ще досі має високий індекс цитування, та нім. Versuch einer Anleitung zur Kenntniss und Geschichte der Pflanzen (1787—1788).